# Fjodor Vasziljevics Tokarev
Fjodor Vasziljevics Tokarev (oroszul: Фёдор Васильевич Токарев; 1871. június 2. – Moszkva, 1968. június 7.) szovjet-orosz fegyvertervező. Legismertebb alkotása a TT pisztoly.

## Élete
Születése helyére és időpontjára vonatkozóan többféle adat ismert. A szakirodalom által leginkább elfogadott verzió szerint 1871. június 2-án született az egykori Doni területen (ma: Rosztovi terület) található Jegorlik-folyó partján fekvő kis kozák településen.
1891-től egy kozák ezrednél szolgált fegyvermesterként. Kozák junker-iskolában tanult, amelyet 1900-ban végzett el. Ezt követően beiratkozott Oranienbaum tiszti iskolájába, ahol a lőfegyverek elméleti alapjaival is megismerkedett.
1907-ben készítette el első fegyverét, egy öntöltő puskát, amelyet az 1891-es Moszin–Nagant-puskából alakított ki. 1908–1914 között a szesztrorecki fegyvergyárban dolgozott, ahol tovább korszerűsítette az általa kidolgozott fegyvert. 1914-től az I. világháború keleti frontjain szolgált, majd 1916-ban visszatért Szesztroreckbe, a fegyvergyárba. 1921-ben Tulába ment, és az ottani fegyvergyárban dolgozott, amelyhez a későbbi sikeres és ismert fegyver-konstrukciói kötődnek. Tokarev a Maxim-géppuska korszerűsítésével kialakította az MT-géppuskát, amelyet a Vörös Hadsereg 1924-ben rendszeresített. 1926-ra kifejlesztette a Maxim-géppuska újabb változatát, amelyet repülőgépeken alkalmaztak. 1927-ben készült el a pisztolylőszerhez szerkesztett első szovjet géppisztollyal.
Az 1920-as évek végén egy pályázatra készítette el Tokarev a 7,62×25 mm-es lőszerhez szerkesztett öntöltő pisztolyát. 1930-ban két másik hazai pisztollyal és néhány külföldi fegyverrel végeztek lőtéri próbákat, amelyek során Tokarev konstrukcióját találták a legjobbnak. A TT típusjelet kapott fegyvert 1930-ban rendszeresítették, és a második világháborúban a legelterjedtebb tiszti oldalfegyver volt. Az 1938-ban elkészült SZVT–38, majd az 1940-re kifejlesztett SZVT–40 öntöltő puskák a második világháború sikeres fegyvereinek bizonyultak. Utóbbinak elkészítette az automata változatát is, az AVT–40-t. Ez volt Tokarev utolsó fegyvere, az 1940-es években már nem foglalkozott fegyvertervezéssel.
1940-ben tudományos fokozatot szerzett, a műszaki tudományok doktora lett. Még abban az évben Tokarev a Szovjet Kommunista Párt tagja, majd 1941-ben pedig a Szovjetunió Legfelsőbb Tanácsának képviselője lett és Moszkvába költözött. 1950-ig volt tagja a szovjet törvényhozó testületnek. 1968. június 7-én hunyt el Moszkvában, sírja a tulai városi temetőben található. Tokarev kiemelkedő fegyverkonstruktőri munkáját számos kitüntetéssel is elismerték, többek között a Szovjetunió Hőse, négyszeres Lenin-rend és A Munka Vörös Zászló Érdemrendje birtokosa.

## Külső hivatkozások
- A Tokarev-fegyverek honlapja Archiválva 2007. január 14-i dátummal a Wayback Machine-ben